# جیمز مارتین (کشیش)
جیمز مارتین (انگلیسی: James Martin؛ زادهٔ ۲۹ دسامبر ۱۹۶۰) نویسنده، کشیش، و روزنامه‌نگار اهل ایالات متحده آمریکا است.